# Narycia thlipsias
Narycia thlipsias är en fjärilsart som beskrevs av Edward Meyrick 1915. Narycia thlipsias ingår i släktet Narycia och familjen säckspinnare. Inga underarter finns listade i Catalogue of Life.